# Piquenique paneuropéen

Le piquenique paneuropéen est une manifestation symbolique et pacifique qui s'est déroulée le 19 août 1989, à la frontière austro-hongroise, à Sopronkőhida, près de la ville de Sopron, en Hongrie. Il marque une première brèche dans le rideau de fer, avec l'ouverture, trois heures durant, des postes frontières et la fuite d'environ 700 citoyens de République démocratique allemande.

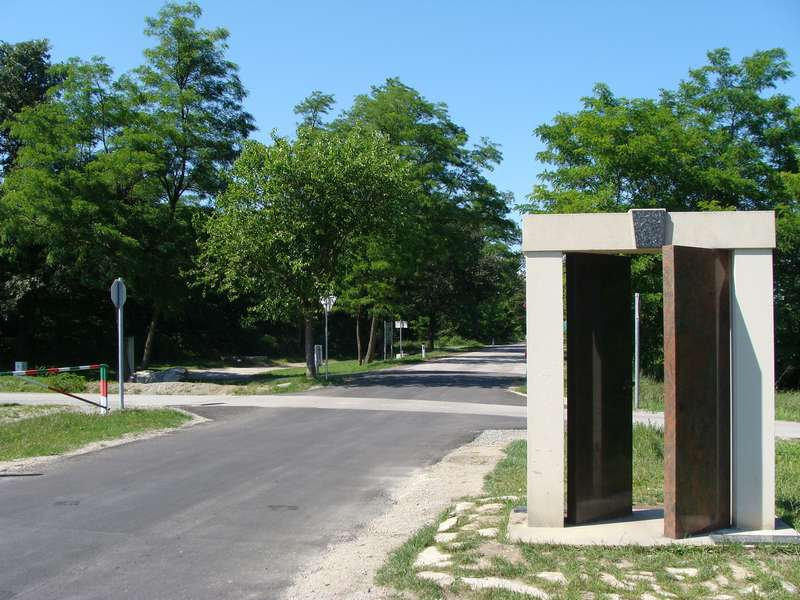
Monument commémorant le piquenique paneuropéen, à Sopronkőhida.

Les organisateurs de cet évènement sont alors l'Union paneuropéenne internationale de Otto de Habsbourg-Lorraine et la République hongroise représentée par Imre Pozsgay. Walburga Habsburg Douglas, secrétaire générale de l'Union paneuropéenne internationale, a coupé le fil de fer barbelé, marquant ainsi l’ouverture symbolique de trois heures de la frontière.
À cet endroit, le 27 juin 1989, le ministre des Affaires étrangères autrichien, Alois Mock et son homologue hongrois, Gyula Horn, avaient coupé les défenses frontalières pour marquer la décision hongroise de démanteler progressivement le rideau de fer, un processus engagé le 2 mai 1989. 
Les organisateurs de l'événement avaient distribué des tracts pour célébrer l'occasion. Erich Honecker, dans un entretien avec le Daily Mirror, relate sa vision de l'histoire : « Habsburg avait distribué des tracts jusqu'à la frontière polonaise invitant les vacanciers d'Allemagne de l'Est à participer à un piquenique. Quand ils sont arrivés, on leur a donné des cadeaux, de la nourriture, des deutschmarks avant de les inciter à rejoindre l'Ouest… ». Imre Pozsgay relate avoir, de son côté, fait courir le bruit, dans les jours précédant la manifestation, que les Allemands de l'Est pourraient traverser la frontière sans être inquiétés. 
De fait, près de 700 citoyens est-allemands ont traversé la frontière ce jour-là, épargnés par les gardes frontières qui avaient encore, formellement, l'ordre de tirer mais qui ne l'ont pas fait « par humanité ».
Chaque année, au même endroit, des fêtes commémorent cet évènement historique.